# زامبرانو (بولیوار)
زامبرانو (انگلیسی: Zambrano, Bolívar) نام شهری در کشور کلمبیا است.